# حيدر جبار
حيدر جبار لاعب كرة قدم عراقي سابق لعب كمدافع من مواليد 1976 في بغداد حي الشرطة الرابعة. بداياته مع الفرق الشعبية في مدينة الشعلة ثم لعب لفريق الأشبال في الزوراء وبعدها رحل إلى فريق الناشئين وأخيراً إلى الخط الأول لنادي الزوراء ومثل منتخب اشبال العراق عام1989 تحت اشراف المدرب السوفيتي والذي كان يساعده المدرب علي كاظم وحصل على بطولة الجمهورية للاشبال ومثل منتخب ناشئي العراق تحت اشراف المدرب داود العزاوي واحرز بطولة الجمهورية للناشئين وبعدها دعي لمنتخب شباب العراق عام1994 ومثله في تصفيات ونهائيات بطولة شباب آسيا والتي اقيمت في إندونسيا واحرزنا المركز الرابع آسيوياً وفي عام1996 دعي للمنتخب الوطني المشارك في بطولة امم آسيا التي اقيمت في الإمارات من قبل المدرب يحيى علوان، ومثل المنتخب الوطني في بطولة نهرو الدولية في الهند عام1997 واحرز المركز الأول وشارك في تصفيات كأس العالم عام1998 ولعب للمنتخب مباراتين وديتين دوليتين فاز العراق فيها على منتخبي عمان 2-صفر وعلى قطر 3-1 عام2002 وشارك مع المنتخب الوطني في تصفيات ونهائيات الأمم الآسيوية الأخيرة في الصين عام2004 وفي العام نفسه تم ضمه إلى المنتخب الأولمبي المشارك في نهائيات اثينا، والتي احرز العراق فيها المركز الرابع عالمياً واخر مشاركاتة مع المنتخب الوطني هي تصفيات كأس العالم2006 ومشارك مع المنتخب في بطولة غربي آسيا في سوريا والتي احرزناها.
وكانت أولى خطواته الاحترافية عام1998 مع نادي السلام زغرتا اللبناني واستمر لثلاثة مواسم حتى عام2000 وقدم معه مستوى رائع وحصل على المركز الثاني في الدوري اللبناني رغم أنه لم يكن من فرق المقدمة وعلى اثر هذا المستوى تمت دعوته للمنتخب الوطني من قبل المدرب الألماني ستانج ثم احترف لموسم واحد في نادي الاتحاد الحلبي في سوريا عام2003-2004 وحصل معه على لقب أفضل لاعب محترف حسب تقييم الاتحاد السوري ولم يجدد عقده معه لأنشغاله مع المنتخب الوطني وكانت محطة احترافه الأخرى هي مع نادي الخور القطري وتم ذلك بعد نهائيات اثينا نتيجة للمستوى الذي قدمه في البطولة لكنه لم يتوفق معه حيث لعب مباراتين اثنين فقط وذلك بسبب اختلاف وجهات النظر بيني وبين مدربه الفرنسي لينتقل إلى نادي الوكرة القطري تحت اشراف المدرب العراقي عدنان درجال وشكل مع اللاعب الفرنسي لوبوق ثنائي ناجح ولع مرحلة واحدة وبعدها اصيب في الكاحل ولم يجدد عقده معه وعاد ومثل الزوراء في الدوري الممتاز ثم حصل على عقد احترافي مع نادي البقعة الأردني فتعاقدت معه لمرحلة واحدة.
حيدر جبار متزوج ولديه ابنتان هما طيبة وفاطمة.